# 3532 Tracie
3532 Tracie (1983 AS2) là một tiểu hành tinh vành đai chính được phát hiện ngày 10 tháng 1 năm 1983 bởi Gregory Ojakangas và Ken Herkenhoff ở Palomar. The asteroid is đặt tên theo Gregory Ojakangas' beloved wife, Tracie Lynn Rosberg Ojakangas.